# Auslenkung
| Schallgrößen |
| --- |
| - Schallauslenkung {\displaystyle \xi } - Schalldruck {\displaystyle p} - Schalldruckpegel {\displaystyle L_{p}} - Schallenergiedichte {\displaystyle E} - Schallenergie {\displaystyle W} - Schallfluss {\displaystyle q} - Schallgeschwindigkeit {\displaystyle c_{\text{S}}} - Schallimpedanz {\displaystyle Z} - Schallintensität {\displaystyle I} - Schallleistung {\displaystyle P_{\text{ak}}} - Schallschnelle {\displaystyle v} - Schallschnelleamplitude {\displaystyle v} - Schallstrahlungsdruck |

Als Auslenkung oder Elongation bezeichnet man bei einer Schwingung die momentane Entfernung x eines Punktes P (auf einer Kurve oder einer Geraden) von seiner Ruhelage.
Die größte Auslenkung wird Amplitude genannt und durch das mathematische Symbol {\displaystyle {\hat {x}}} als Maximalwert gekennzeichnet.
Zum Beispiel ist die Amplitude der Schallauslenkung ξ (griechisch Xi) einer harmonischen Schwingung:
{\displaystyle {\hat {\xi }}={\frac {\hat {v}}{\omega }}={\frac {\hat {p}}{Z\cdot \omega }}={\frac {\hat {a}}{\omega ^{2}}}}
mit
- Schallschnelle v
- Kreisfrequenz ω = 2 · π · f
  - Frequenz f
- Schalldruck p
- Schallkennimpedanz Z
- Schallbeschleunigung a